# Місцевий референдум
Місцевий референдум — згідно зі статтею 7 Закону України «Про місцеве самоврядування в Україні» є формою вирішення територіальною громадою питань місцевого значення шляхом прямого волевиявлення.

## Питання, що можуть бути винесеними
1. Предметом місцевого референдуму може бути будь-яке питання, віднесене Конституцією України, законами до відання місцевого самоврядування.
2. Предметом місцевого референдуму може бути будь-яке питання, віднесене Конституцією України, цим та іншими законами до відання місцевого самоврядування.

На місцевий референдум не можуть бути винесені питання, віднесені законом до відання органів державної влади.
Рішення, прийняті місцевим референдумом, є обов'язковими для виконання на відповідній території.

## Відсутність законодавчої бази
На жаль, ця форма участі громадян не може бути реалізована в повсякденне життя. Оскільки пункт 5 статті 7, вище згадуваного закону, передбачає «порядок призначення та проведення місцевого референдуму, а також перелік питань, що вирішуються виключно референдумом, визначаються законом про референдуми». Однак, на даний час Закону України «Про референдуми» не існує.
До 6 листопада 2012 року діяв Закон України «Про всеукраїнський та місцеві референдуми», який втратив чинність на підставі Закону України «Про всеукраїнський референдум», яким не регламентуються питання порядку організації та проведення місцевих референдумів.
У Верховній Раді України зареєстрований законопроєкт № 2535 від 3 квітня 2015 року «Про всеукраїнський та місцеві референдуми за народною ініціативою» депутатами від «Опозиційного блоку». Ймовірність його прийняття зважаючи на суб'єкти законодавчої ініціативи є доволі примарним.
4 березня 2020го року був оприлюднений і винесений на громадське обговорення проєкт Закону України «Про всеукраїнський референдум».